# Willem Lambertus Harminus de Vries
Willem Lambertus Harminus de Vries (Huizum, 1 juni 1922 – Voorhout, 8 november 1948) was een Engelandvaarder tijdens de Tweede Wereldoorlog. Willem de Vries werd samen met de agent Harry Weelinck in de nacht van 3 op 4 april 1945, in de omgeving van Zuidbroek, boven Groningen, geparachuteerd. Hij werkte als radiotelegrafist/codist voor het Bureau Inlichtingen (BI). Hij had de opdracht om de Duitse troepenverplaatsingen en andere vijandelijke activiteiten waar te nemen en door te seinen naar het BI in Eindhoven. Zijn opdracht werd op 5 mei 1945 beëindigd. Na de bevrijding van Nederland meldde hij zich bij het BI in Eindhoven terug. Hij kwam op 26-jarige leeftijd om het leven bij een ongeluk met een militair lesvliegtuig.

## Engelandvaarder
Voordat De Vries met een coaster vanuit Delfzijl naar Zweden uitweek had hij een studie gevolgd aan de Zeevaartschool. In Zweden werd hij geselecteerd om te worden opgeleid tot agent  bij het Bureau Inlichtingen (BI). Het BI werkte nauw samen met de Engelse Secret Intelligence Service (SIS). In Londen werd hij gescreend op de Royal Patriotic school, door de Nederlandse Politie Buitendienst en door de Engelse Secret Service (MI-5). De Vries volgde de opleiding tot agent bij het BI. Hij werd ondergebracht in “Huize Anna” dat was gevestigd in het landhuis “Glenlea” in West Dulwich. Het was het opvanghuis voor agenten in opleiding. Na zijn opleiding tot radiotelegrafist was De Vries gereed om boven bezet Nederland te worden geparachuteerd. Doordat het Nederlands verzet en met name de Radiodienst van de Raad van Verzet begin februari 1945 getroffen werd door een golf van arrestaties werd de uitzending van agenten ten behoeve van de Raad van Verzet (RVV) en haar Radiodienst enige tijd opgeschort.

## Het verblijf in Engeland
Zoals gebruikelijk werd in Londen de reden van het niet doorgaan van de geplande vluchten niet bekendgemaakt. Om na de opleiding tot radiotelegrafist, in afwachting van een opdracht, terug te gaan naar “Huize Anna” was geen optie. Vandaar dat De Vries samen met nog twee andere collega’s, de agenten Harry Weelinck en Menco Rein Mulder (1923-1945), overgebracht werd naar Staines bij Heathrow. Commander Child, een Engelse reserve officier, die bij de agentenopleiding werkzaam was, nam de agenten onder zijn hoede. Tot het moment dat de agenten weer voor een volgende opdracht in aanmerking kwamen, werden ze op hun schuiladres beziggehouden. Zeilen op de meren in het graafschap Norfolk werd hun voornaamste dagtaak.

## Plaats van tewerkstelling
In de nacht van 3 op 4 april 1945 werd De Vries samen met de agent Harry Weelinck, in de omgeving van Zuidbroek, boven Groningen geparachuteerd. De Vries en Weelinck hadden de opdracht om de Duitse troepenverplaatsingen en andere vijandelijke activiteiten in de omgeving van de Afsluitdijk en Nieuweschans waar te nemen en door te seinen naar het BI in Eindhoven.
Door een navigatiefout landden de agenten niet op hun pinpoint maar in de omgeving van Zuidbroek. Toen ze veilig waren geland gingen ze op zoek naar een geschikt onderduikadres. Aan een zijweggetje naar een grote boerderij stonden de huisjes van de dagloners. Het was hun bekend dat het in de omgeving wemelde van Duitse soldaten. Sommige soldaten zaten in de grote boerderijen ingekwartierd. Op goed geluk klopten De Vries en Weelinck bij een huisje aan. Elk contact dat de agenten met de bevolking aangingen kon hun noodlottig worden. In het huisje woonde een echtpaar zonder kinderen. De boer was bereid de agenten in huis te nemen. De man hielp zelfs met het binnenhalen van de container. Daags daarna ploegde hij het veld om. Hij wilde de sporen van de landing uitwissen. 

## Het radiocontact met Eindhoven
Op de zolder van de boerderij werd een seinpost ingericht. De stroom was afgesloten. In de accu die ze uit Londen hadden meegekregen zat geen accuzuur. De plaatselijke melkfabriek bood uitkomst. Via de burgemeester werd het huis van de dagloner weer op de lokale stroomvoorziening aangesloten. Daarna werden de agenten geconfronteerd met hun grootste tegenslag. Het radiocontact met de centrale van het BI in Eindhoven was van bijzonder slechte kwaliteit. Mogelijk werd het radioverkeer door de Duitse troepenverplaatsingen gestoord. De agenten zagen de Duitse eenheden via de Afsluitdijk, door Friesland en Groningen naar Nieuweschans terugtrekken. Door het slechte radiocontact waren ze niet in staat hun waarnemingen aan het BI te rapporteren. Tijdens zijn radiocontacten met het BI maakte De Vries gebruik van de codenamen Meelzak en D.van der Meulen. Tijdens zijn contacten in het veld gebruikte hij de schuilnaam 'Piet Molenaar'.